# Eukryfie lepkavá

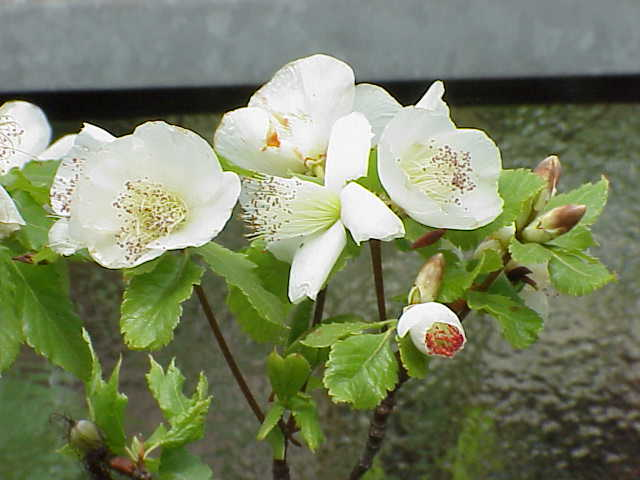
Květy a pupeny

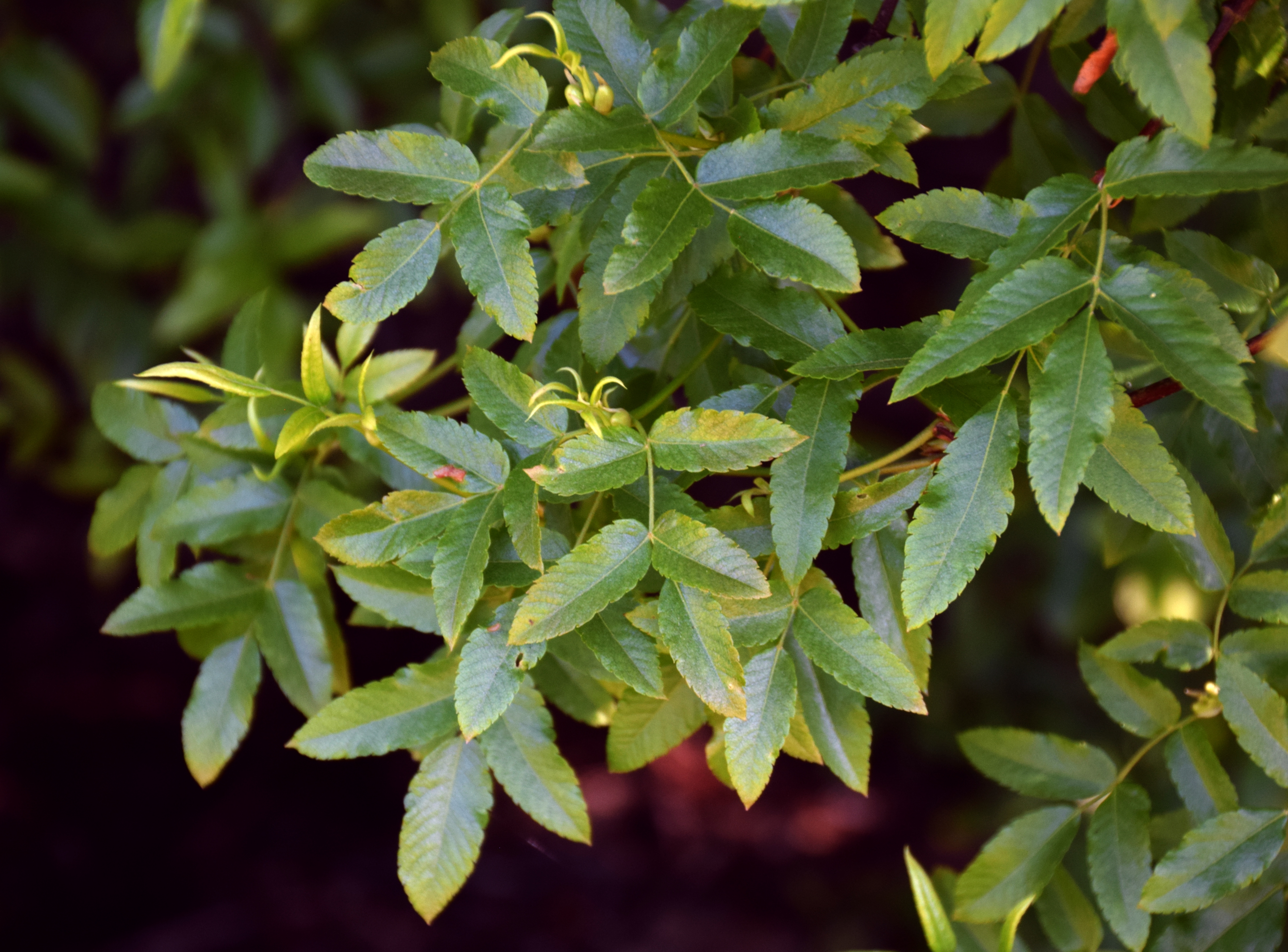
Listy

Eukryfie lepkavá (Eucryphia glutinosa) je jihoamerická opadavá dřevina, chilský endemit a původní druh z mírného pásma andského podhůří centrálních oblastí Chile.

## Ekologie
Vyskytuje se pouze ve čtyřech chilských regionech: Maule, Ñuble, Bío-Bío a Araukánie v nadmořské výšce od 200 po 1400 m n. m., nejhojnější bývá ve výšce okolo 700 m. Roste ve dvou rozdílných společenstvech, prvé jsou v nížinných vlhkých až bažinatých místech v soutěskách podél dolních částí vodních toků, kde vytvářejí skupiny o nízké hustotě jedinců a druhé se vyskytují v hustých subpopulacích ve vyšších polohách na skalnatých půdách.
Dřevina vyžaduje pro zdárný růst stanoviště na místě chráněném před větrem, se zastíněnými kořeny, s celodenně osluněným vrcholem a s kyselou půdou průběžně dostatečně vlhkou, ale propustnou. Ve své domovině kvete od prosince do února, plody dozrávají od února do dubna.

## Popis
Eukryfie lepkavá je opadavý strom nebo keř, vyrůstající běžně do výše 5 a výjimečně až 10 m, jeho koruna může být široká až 4 m. Kmen o tloušťce nejvýše 25 cm má kůru zbarvenou světle červenohnědě, zprvu hladkou a později podélně popraskanou. Jeho v mládi chlupaté větve s lenticelami jsou porostlé vstřícnými, složenými, lichozpeřenými listy dlouhými 2 až 4 cm a širokými 1 až 2 cm. Lístků bývá tři až pět, jsou vejčité až oválné, po obvodě pravidelně zubaté a leskle tmavě zelené, na svrchní straně jsou tmavší a mají zpeřenou žilnatinu. Palisty jsou pouze krátce vytrvalé. Listy se před svým opadem barví do oranžová až ruda.
Na koncích větviček vyrůstají z paždí listů, jednotlivě či po dvou, vonné, čistě bílé květy 5 až 6 cm velké. V miskovitém oboupohlavném květu jsou čtyři drobné, úzké, nahnědlé kališní lístky a čtyři široce vejčité, výrazně bílé korunní lístky a mnoho 2,5 cm dlouhých tyčinek s červenohnědými prašníky, které vystupující z květů. Apokarpní gyneceum je složeno ze čtyř plodolistů. Květy poskytují hodně nektaru opylujícímu hmyzu.
Plod je vejcovitá dřevnatá tobolka, asi 2 cm dlouhá a 1 cm široká. Ve zralosti se otvírá ve švu a uvolňuje hnědá semena, velká 6 × 3 mm, s olejnatým endospermem.

## Význam
V Evropě (Velká Británie, Norsko, Dánsko, Německo, Belgie, Francie, Slovinsko), v Severní Americe (Spojené státy americké) i Austrálii (Nový Zéland, ostrovy severozápadního Tichého oceánu) je občas vysazována jako okrasná rostlina, která je v době kvetení velmi atraktivní sytě bílými květy v kombinaci s tmavě zelenými listy. Pro spolehlivé přezimování je doporučována do zóny 8 až 10, v České republice (průměrná zóna 6) by středoevropské klima úspěšně nepřečkala, snese pouhých několik stupňů pod bodem mrazu.
Dřevo stromu je světle až tmavě hnědé, těžké, tvrdé a dobře odolné vůči živočišných škůdcům i hnilobě. V minulosti bylo místně hojně využíváno jako dřevo stavební i palivové a také se z něj dělalo výhřevné dřevěné uhlí. Květy poskytují včelám nektar pro ceněný aromatický med, který má antiseptické účinky.
Rostliny se přirozeně rozšiřují ze semen rozptylovaných ptáky nebo drobnými savci. Pro umělé rozmnožování se doporučuje semena nechat přezimovat v chladu a na jaře vysévat do vlhkého lesního substrátu s obsahem rozpadající se kůry. Obvykle vyklíčí s úspěšnost okolo 80 % po dvou až třech týdnech. Po roce jsou semenáče vysoké asi 30 cm a mohou se vysazovat na trvalá stanoviště, starší špatně snášejí přesazování. S nevelkou úspěšnosti se může dřevina množit i polovyzrálými řízky s patkou starého dřeva.

## Ohrožení
Eukryfie lepkavá je v Chile s ohledem na malou četnost výskytu chráněna nedostatečně, ochraně podléhá jen v národním parku Laguna del Lada v regionu Bío-Bío a v NP Tolhuaca a rezervaci Malleco v Araukánii. Mimo ně vyrůstá na nesnadno kontrolovaných soukromých pozemcích, které jsou často svévolně káceny za účelem rozšíření pastvin. V okolí spodních toků řek bývá její porost také ničen při vodohospodářských stavbách, například při nedávné výstavbě přehradní nádrže v Alto Bíobío
Počet dospělých jedinců rostoucích v roztříštěné populaci je odhadován na asi 4800, za posledních deset let jejich množství pokleslo přibližně o 10 %. Podle IUCN je endemická eukryfie lepkavá zařazená mezi téměř ohrožené druhy (NT).